# Lello Ciampolillo
Alfonso Ciampolillo, detto Lello (Bari, 2 febbraio 1972), è un politico italiano.

## Biografia
Nato a Bari il 2 febbraio 1972, alle elezioni amministrative del 2009 si è candidato a sindaco di Bari sostenuto dalla lista civica 5 Stelle, che alla tornata elettorale raccoglie 767 voti, pari allo 0,44%.

### Elezione a senatore
Alle elezioni politiche del 2013 viene candidato al Senato della Repubblica, tra le liste del Movimento 5 Stelle nella circoscrizione Puglia, ed eletto senatore. Nella XVII legislatura della Repubblica è stato componente della VIII Commissione permanente (Lavori pubblici, comunicazioni) mentre dal 5 giugno 2013 di quella per l'indirizzo generale e la vigilanza dei servizi radiotelevisivi. È rieletto al Senato nel 2018. 
Il 31 gennaio 2020 è espulso dal partito al termine dell'istruttoria sui mancati rimborsi.

## Posizioni politiche
Riguardo alla epidemia del batterio Xylella fastidiosa, che ha colpito l'olivicoltura italiana causando la diffusione del complesso del disseccamento rapido dell'olivo (CoDiRO), Ciampolillo è schierato con il fronte di chi, da posizioni di negazionismo del problema, si oppone a misure di contrasto centrate sull'eradicazione delle piante di olivo infette dal batterio. Nel 2019 ha affermato che sarebbe possibile curare la pianta infetta con onde elettromagnetiche o il sapone.
È inoltre favorevole alla legalizzazione della cannabis nonché a favore del movimento animalista, dichiarandosi vegano.
Dopo lo scoppio della pandemia di COVID-19 ha invece espresso la sua contrarietà ai vaccini, in quanto a suo dire portatori di presunti danni collaterali, asserendo che la soluzione più utile per combattere il virus sarebbe diventare vegani, oppure ricorrere all'utilizzo terapeutico della cannabis.